# Репки (Соколовський повіт)
Репкі (пол. Repki) — село в Польщі, у гміні Репки Соколовського повіту Мазовецького воєводства.
Населення — 834 особи (2011).
У 1975-1998 роках село належало до Седлецького воєводства.

## Демографія
Демографічна структура станом на 31 березня 2011 року:
|          | Загалом | Допрацездатний вік | Працездатний вік | Постпрацездатний вік |
| -------- | ------- | ------------------ | ---------------- | -------------------- |
| Чоловіки | 428     | 87                 | 295              | 46                   |
| Жінки    | 406     | 62                 | 250              | 94                   |
| Разом    | 834     | 149                | 545              | 140                  |